# Acrolyta albiscapus
Acrolyta albiscapus là một loài tò vò trong họ Ichneumonidae.